# Esprit libre (film)
Pour les articles homonymes, voir Esprit libre.
Pour plus de détails, voir Fiche technique et Distribution.
Esprit libre, ou Éloge de la liberté au Québec (Chasing Liberty) est une comédie romantique américaine réalisée par Andy Cadiff en 2004. Avec Mandy Moore, Mark Harmon et Matthew Goode.

## Synopsis
Anna Foster (Mandy Moore), surnommée « Liberté », la fille unique du président des États-Unis d'Amérique (Mark Harmon) souhaite juste un peu de liberté pour vivre sa vie, sans devoir être entourée par de nombreux agents du Secret Service chargés de sa protection. Lors d'un voyage diplomatique à Prague, elle fugue et rencontre Ben Calder (Matthew Goode). Avec lui, elle visite l'Europe, sans se douter qu'il est lui aussi un agent travaillant pour le président, son père.

## Distribution
Légende : VF = Version Française[réf. nécessaire] et VQ = Version Québécoise
- Mandy Moore (VF : Élisabeth Ventura ; VQ : Camille Cyr-Desmarais) : Anna Foster
- Matthew Goode (VF : Philippe Bozo ; VQ : Philippe Martin) : Ben Calder
- Mark Harmon (VF : Yves Beneyton ; VQ : Jean-Luc Montminy) : le président James Foster
- Jeremy Piven (VF : Stéphane Ronchewski ; VQ : Daniel Lesourd) : Alan Weiss
- Annabella Sciorra (VF : Sophie Riffont ; VQ : Valérie Gagné) : Cynthia Morales
- Sam Ellis : Phil
- Terence Maynard (VF : Dominik Bernard) : Harper
- Caroline Goodall (VF : Martine Irzenski ; VQ : Natalie Hamel-Roy) : Michelle Foster
- Beatrice Rosen (VF : Laëtitia Lefebvre ; VQ : Geneviève Cocke) : Gabrielle
- Stark Sands (VF : Emmanuel Garijo ; VQ : Guillaume Champoux) : Grant Hilmand
- Martin Hancock (VQ : Hugolin Chevrette-Landesque) : McGruff
- Joseph Long (VQ : Louis-Georges Girard) : Eugenio
- Miriam Margolyes (VQ : Élizabeth Chouvalidzé) : Maria
- Garrick Hagon : le Secrétaire d'État